# Serie A 1986/1987
Soutěžní ročník Serie A 1986/87 byl 85. ročník nejvyšší italské fotbalové ligy a 55. ročník od založení Serie A. Soutěž začala 14. září 1986 a skončila 17. května 1987. Účastnilo se jí opět 16 týmů z toho 13 se kvalifikovalo z minulého ročníku. Poslední tři týmy předchozího ročníku, jimiž byli Pisa SC, AS Bari a US Lecce sestoupili do druhé ligy. Opačným směrem putovali tři týmy, jimiž byli Ascoli Calcio 1898 (vítěz druhé ligy), Brescia Calcio, Empoli FC.
Titul v soutěži obhajoval klub Juventus FC, který v minulém ročníku získal své 22. prvenství v soutěži.

## Přestupy hráčů
| Jméno              | odkud              | kam                |        |
| ------------------ | ------------------ | ------------------ | ------ |
| Paolo Rossi        | Milán AC           | AC Hellas Verona   |        |
| Giuseppe Galderisi | AC Hellas Verona   | Milán AC           |        |
| Daniele Massaro    | AC Fiorentina      | Milán AC           |        |
| Roberto Donadoni   | Atalanta BC        | Milán AC           |        |
| Pietro Fanna       | AC Hellas Verona   | FC Inter Milán     |        |
| Daniel Passarella  | AC Fiorentina      | FC Inter Milán     |        |
| Liam Brady         | FC Inter Milán     | Ascoli Calcio 1898 |        |
| Liam Brady         | Ascoli Calcio 1898 | West Ham United    | v zimě |
| Ramón Díaz         | US Avellino        | AC Fiorentina      |        |
| Toninho Cerezo     | AS Řím             | UC Sampdoria       |        |
| Hans-Peter Briegel | AC Hellas Verona   | UC Sampdoria       |        |
| Gianluca Pagliuca  | Bologna FC         | UC Sampdoria       |        |
| Trevor Francis     | UC Sampdoria       | Atalanta BC        |        |
| Graeme Souness     | UC Sampdoria       | Glasgow Rangers    |        |
| Andrea Carnevale   | Udinese Calcio     | SSC Neapol         |        |
| Fernando De Napoli | US Avellino        | SSC Neapol         |        |
| Daniel Bertoni     | SSC Neapol         | Udinese Calcio     |        |
| Francesco Graziani | AS Řím             | Udinese Calcio     |        |
| Wim Kieft          | Pisa SC            | Turín Calcio       |        |
| Walter Schachner   | Turín Calcio       | US Avellino        |        |
| Amedeo Carboni     | US Arezzo          | Empoli FC          |        |

## Složení ligy v tomto ročníku
| Klub               | Město         | Stadión                          | Kapacita | Trenér                                                                                | 1985/86          |
| ------------------ | ------------- | -------------------------------- | -------- | ------------------------------------------------------------------------------------- | ---------------- |
| Ascoli Calcio 1898 | Ascoli Piceno | Stadio Cino e Lillo Del Duca     | 40 000   | Aldo Sensibile (do 9. kola) Ilario Castagner                                          | Serie B          |
| US Avellino        | Avellino      | Stadio Partenio-Adriano Lombardi | 39 500   | Luís Vinício                                                                          | 11.              |
| Atalanta BC        | Bergamo       | Stadio Comunale                  | 43 000   | Nedo Sonetti                                                                          | 8.               |
| Brescia Calcio     | Brescia       | Stadio Mario Rigamonti           | 19 000   | Bruno Giorgi                                                                          | Serie B          |
| Como Calcio        | Como          | Stadio Giuseppe Sinigaglia       | 20 000   | Emiliano Mondonico                                                                    | 9.               |
| Empoli FC          | Empoli        | Stadio Carlo Castellani          | 18 000   | Gaetano Salvemini                                                                     | Serie B          |
| AC Fiorentina      | Florencie     | Stadio Comunale                  | 58 000   | Eugenio Bersellini                                                                    | 5.               |
| UC Sampdoria       | Janov         | Stadio Luigi Ferraris            | 57 800   | Narciso Pezzotti + Vujadin Boškov                                                     | 12.              |
| FC Inter Milán     | Milán         | Stadio Giuseppe Meazza           | 83 000   | Giovanni Trapattoni                                                                   | 6.               |
| Milán AC           | Milán         | Stadio Giuseppe Meazza           | 83 000   | Nils Liedholm (do 24. kola) Fabio Capello                                             | 7.               |
| SSC Neapol         | Neapol        | Stadio San Paolo                 | 81 000   | Ottavio Bianchi                                                                       | Bronzová medaile |
| AS Řím             | Řím           | Stadio Olimpico                  | 66 000   | Angelo Benedicto Sormani + Sven-Göran Eriksson (do 28. kola) Angelo Benedicto Sormani | Stříbrná medaile |
| Juventus FC        | Turín         | Stadio Comunale                  | 71 000   | Rino Marchesi                                                                         |                  |
| Turín Calcio       | Turín         | Stadio Comunale                  | 71 000   | Luigi Radice                                                                          | 4.               |
| Udinese Calcio     | Udine         | Stadio Friuli                    | 50 000   | Giancarlo De Sisti                                                                    | 13.              |
| AC Hellas Verona   | Verona        | Stadio Marcantonio Bentegodi     | 47 800   | Osvaldo Bagnoli                                                                       | 10.              |

## Tabulka
| Poř. | Tým                | Z  | V  | R  | P  | VG | OG | B  |
| ---- | ------------------ | -- | -- | -- | -- | -- | -- | -- |
| 1.   | SSC Neapol         | 30 | 15 | 12 | 3  | 41 | 21 | 42 |
| 2.   | Juventus FC        | 30 | 14 | 11 | 5  | 42 | 27 | 39 |
| 3.   | FC Inter Milán     | 30 | 15 | 8  | 7  | 32 | 17 | 38 |
| 4.   | AC Hellas Verona   | 30 | 12 | 12 | 6  | 36 | 25 | 36 |
| 5.   | Milán AC 3         | 30 | 13 | 9  | 8  | 31 | 21 | 35 |
| 6.   | UC Sampdoria 3     | 30 | 13 | 9  | 8  | 37 | 21 | 35 |
| 7.   | AS Řím             | 30 | 12 | 9  | 9  | 37 | 31 | 33 |
| 8.   | US Avellino        | 30 | 9  | 12 | 9  | 31 | 38 | 30 |
| 9.   | Como Calcio        | 30 | 5  | 16 | 9  | 16 | 20 | 26 |
| 10.  | AC Fiorentina      | 30 | 8  | 10 | 12 | 30 | 35 | 26 |
| 11.  | Turín Calcio       | 30 | 8  | 10 | 12 | 26 | 32 | 26 |
| 12.  | Ascoli Calcio 1898 | 30 | 7  | 10 | 13 | 18 | 33 | 24 |
| 13.  | Empoli FC          | 30 | 8  | 7  | 15 | 13 | 33 | 23 |
| 14.  | Brescia Calcio     | 30 | 7  | 8  | 15 | 25 | 35 | 22 |
| 15.  | Atalanta BC 2      | 30 | 7  | 7  | 16 | 22 | 32 | 21 |
| 16.  | Udinese Calcio 1   | 30 | 6  | 12 | 12 | 25 | 41 | 15 |

Poznámky
- Z = Odehrané zápasy; V = Vítězství; R = Remízy; P = Prohry; VG = Vstřelené góly; OG = Obdržené góly; B = Body
- za výhru 2 body, za remízu 1 bod, za prohru 0 bodů.
- 1  klub Udinese Calcio přišel během sezony o 9 bodů za sázení zápasů
- 2  Atalanta BC hrál Pohár PVP za finále italského poháru na místo vítěze SSC Neapol.
- 3  Milán AC a UC Sampdoria sehráli utkání (1:0) o místo vPoháru UEFA.

|  | Přímý postup do PMEZ 1987/88        |
|  | Přímý Postup do Poháru UEFA 1987/88 |
|  | Přímý postup do Poháru PVP 1987/88  |
|  | Sestup do Serie B 1987/88           |

## Střelecká listina
Nejlepším střelcem tohoto ročníku Serie A se stal italský útočník Pietro Paolo Virdis. Hráč Milán AC vstřelil 17 branek.
| P.  | Nár        | Hráč                 | Tým              | Branky |
| --- | ---------- | -------------------- | ---------------- | ------ |
| 1.  | Itálie     | Pietro Paolo Virdis  | Milán AC         | 17     |
| 2.  | Itálie     | Gianluca Vialli      | UC Sampdoria     | 12     |
| 3.  | Itálie     | Alessandro Altobelli | FC Inter Milán   | 11     |
| 4.  | Argentina  | Diego Maradona       | SSC Neapol       | 10     |
| 4.  | Argentina  | Ramón Díaz           | AC Fiorentina    | 10     |
| 4.  | Itálie     | Aldo Serena          | Juventus FC      | 10     |
| 7.  | Itálie     | Andrea Carnevale     | SSC Neapol       | 8      |
| 7.  | Dánsko     | Preben Elkjær Larsen | AC Hellas Verona | 8      |
| 7.  | Nizozemsko | Wim Kieft            | Turín Calcio     | 8      |
| 10. | Itálie     | Francesco Graziani   | Udinese Calcio   | 7      |
| 10. | Itálie     | Tullio Gritti        | Brescia Calcio   | 7      |
| 10. | Itálie     | Marino Magrin        | Atalanta BC      | 7      |
| 10. | Itálie     | Lionello Manfredonia | Juventus FC      | 7      |

## Vítěz
| Serie A 1986/87 SSC Neapol (1. titul) |